# تامی استیل
تامی استیل (انگلیسی: Tommy Steele؛ زادهٔ ۱۷ دسامبر ۱۹۳۶) خواننده، نوازنده گیتار و هنرپیشه اهل انگلستان است. وی از سال ۱۹۵۶ میلادی تاکنون مشغول فعالیت بوده‌است.